# Rasmus Quaade
Rasmus Christian Quaade (født 7. januar 1990) er en tidligere dansk cykelrytter, der havde sine forcer i tempodisciplinen enkeltstart, hvor han vandt det danske mesterskab i 2011 og 2014. Han vandt sølv under VM i landevejscykling 2011 i U23 enkeltstart.
Ved EM i Holland 2012 vandt Rasmus Quaade den 10. august 2012 guld i enkeltstart i U23-klassen.
Rasmus Quaade er hovedperson i filmen Moon rider, som er instrueret af Daniel Dencik. Han blev 4. oktober 2014 gift med cykelrytter Michelle Lauge Quaade.

## Udmærkelser
- Årets Talent i dansk cykelsport (2008)[4]